# Gastronomía de Kuwait

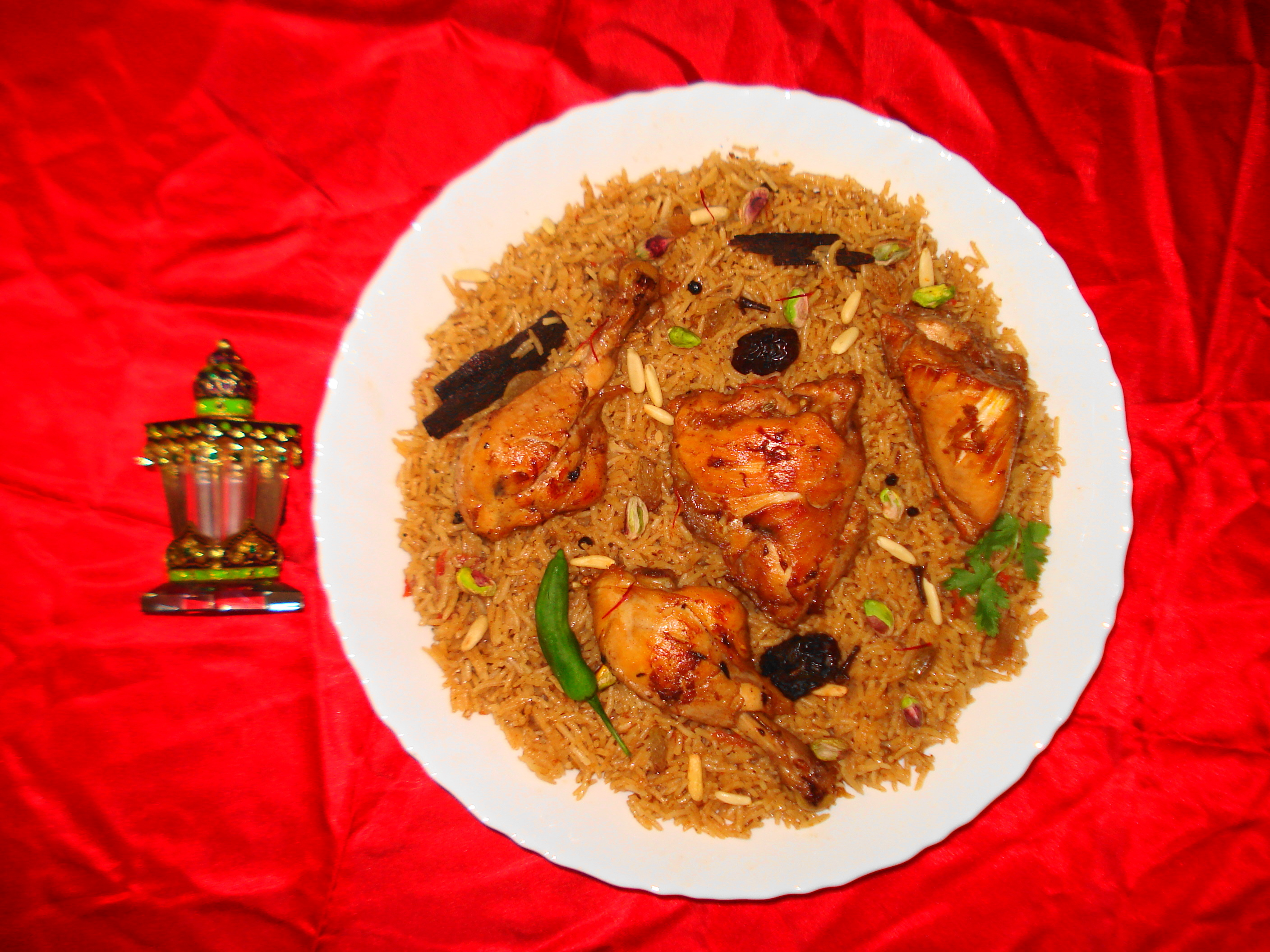
Machboos servidos en un plato.

La gastronomía de Kuwait es una fusión de cocina árabe, persa, india y mediterránea. Un plato prominente en la cocina kuwaití es el machboos, una especialidad a base de arroz generalmente preparada con arroz basmati sazonado con especias y pollo o cordero.
Los mariscos son también una parte muy importante de la dieta kuwaití, y especialmente los peces. Los favoritos locales son el hamour (mero), que normalmente se sirve a la plancha, frito o con arroz biryani debido a su textura y sabor, el zbaidi, el safi (pez conejo) y el soba (besugo).
El pan plano tradicional de Kuwait se llama khubz iraní. Es un pan plano grande horneado en un horno especial y a menudo cubierto con semillas de sésamo. Numerosas panaderías locales se reparten alrededor del país el país, donde los panaderos son principalmente iraníes. El pan a menudo se sirve con salsa de pescado mahyawa.
Hay muchas otras cocinas disponibles debido a la fuerza del trabajo internacional en Kuwait.

## Platos

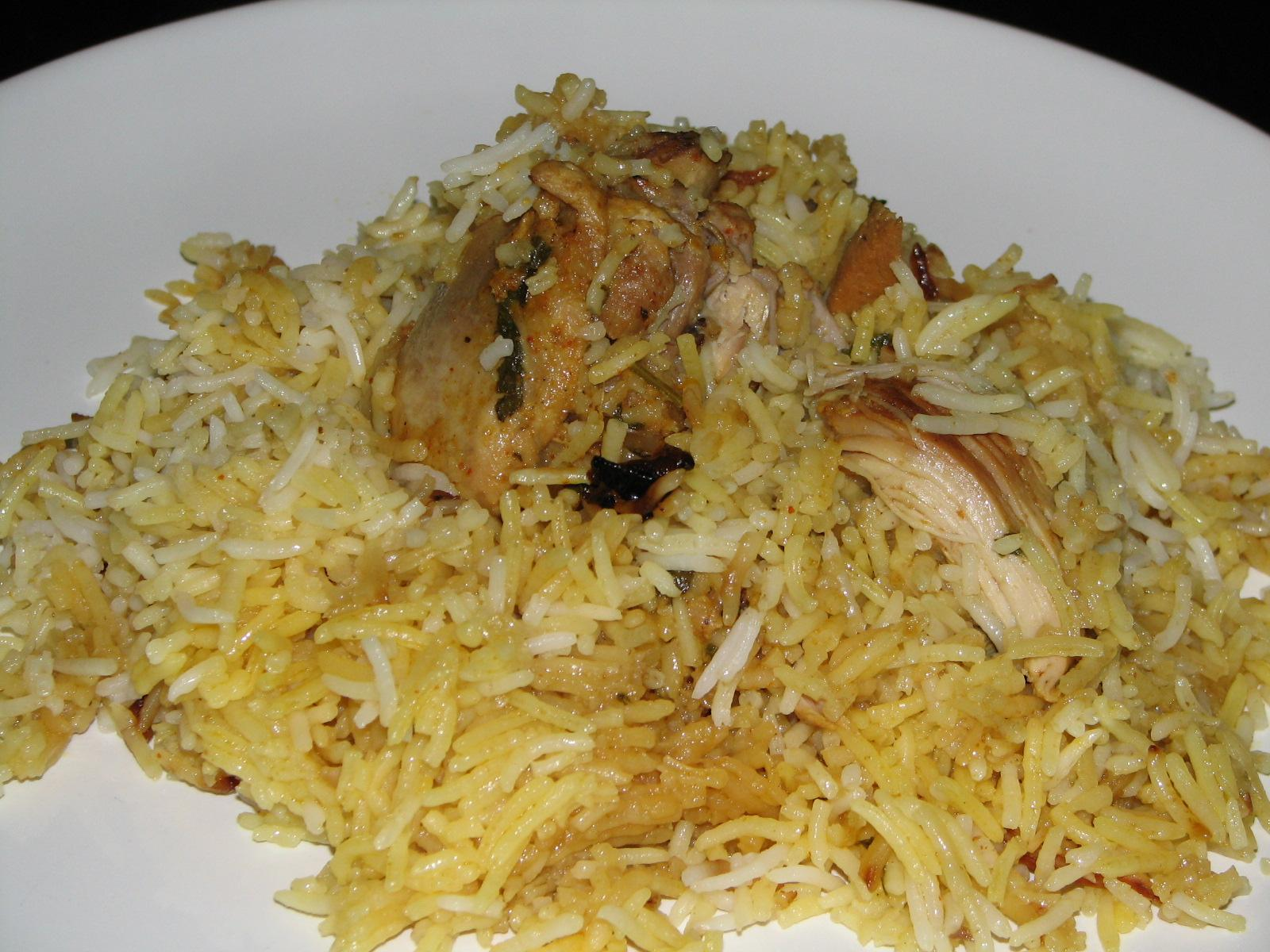
Biryani con pollo.

- Balaleet, (en árabe: بلاليط‎) – fideos dulces de azafrán servidos con una tortilla salada en la parte superior.
- Bayth elgitta, (en árabe: بيض القطا‎) – una galleta frita rellena con una mezcla de nueces molidas y arrojado en azúcar en polvo. Fue nombrado después del huevo del ganso coronado (común al área) debido a su forma similar.
- Biryani, (en árabe: برياني‎) – un plato muy común, que consiste en arroz muy condimentado cocinado con pollo o cordero. Originario del subcontinente indio.[3]
- Firga'a - arroz blanco cocinado con tomates, patatas y berenjenas en el fondo de la sartén.
- Gabout (en árabe: قبوط‎), – dumplings de harina rellenos de albóndigas en un estofado de carne gruesa.
- Gers ogaily, (en árabe: قرص عقيلي‎) – una torta tradicional hecha con huevos, harina, azúcar, cardamomo y azafrán. Tradicionalmente servido con té.
- Ghuraiba – galletas quebradizas hechas de harina, mantequilla, azúcar en polvo y cardamomo. Por lo general, se sirve con café árabe.
- Harees, (en árabe: هريس‎) – trigo cocinado con carne y luego triturado, generalmente cubierto con azúcar de canela.
- Jireesh (Yireesh) (en árabe: يريش‎), – un puré de espelta cocida con pollo o cordero, tomatees y algunas especias.
- Khabeesa - plato dulce hecho de harina y aceite.
- Lugaimat, (en árabe: لقيمات‎) – albóndigas de levadura fritas remojadas en almíbar de azafrán (azúcar, limón y azafrán).
- Machboos, (en árabe: مجبوس‎) – un plato hecho con cordero, pollo, o pescado acompañado con arroz fragante que se ha cocinado en caldo de pollo o cordero bien condimentado.
- Mahyawa (en árabe: مهياوة‎) – una salsa de pescado ácida.
- Maglooba (en árabe: مقلوبة‎) - Arroz cocinado con carne, patatas y berenjena.
- Margoog, (en árabe: مرقوق‎) – guiso de verduras, generalmente con calabaza y berenjenas, cocinado con finas piezas de masa enrollada.
- Mumawwash, (en árabe: مموش‎) – arroz cocinado con lentejas que puede ser cubierto con camarón seco.
- Muaddas, Arroz cocinado con lentejas rojas que puede ser cubierto con camarones secos.
- Mutabbaq samak, (en árabe: مطبق سمك‎) – pescado servido sobre arroz. El arroz se cocina en caldo de pescado bien condimentado.
- Quzi, (en árabe: قوزي‎) – plato kuwaití que consiste en un cordero asado relleno con arroz, carne, huevos, y otros ingredientes.
- Zalabia (en árabe: زلابية‎) – masa frita remojada en almíbar (azúcar, limón y azafrán, tiene una forma arremolinada distintiva.

## Bebidas
- Leben (en árabe: لبن‎) - leche de yogur[4]
- Sharbat Baithan
- Té sulaimani
- Café árabe